# Нова Клавдієва дорога

Римські дороги в Італії

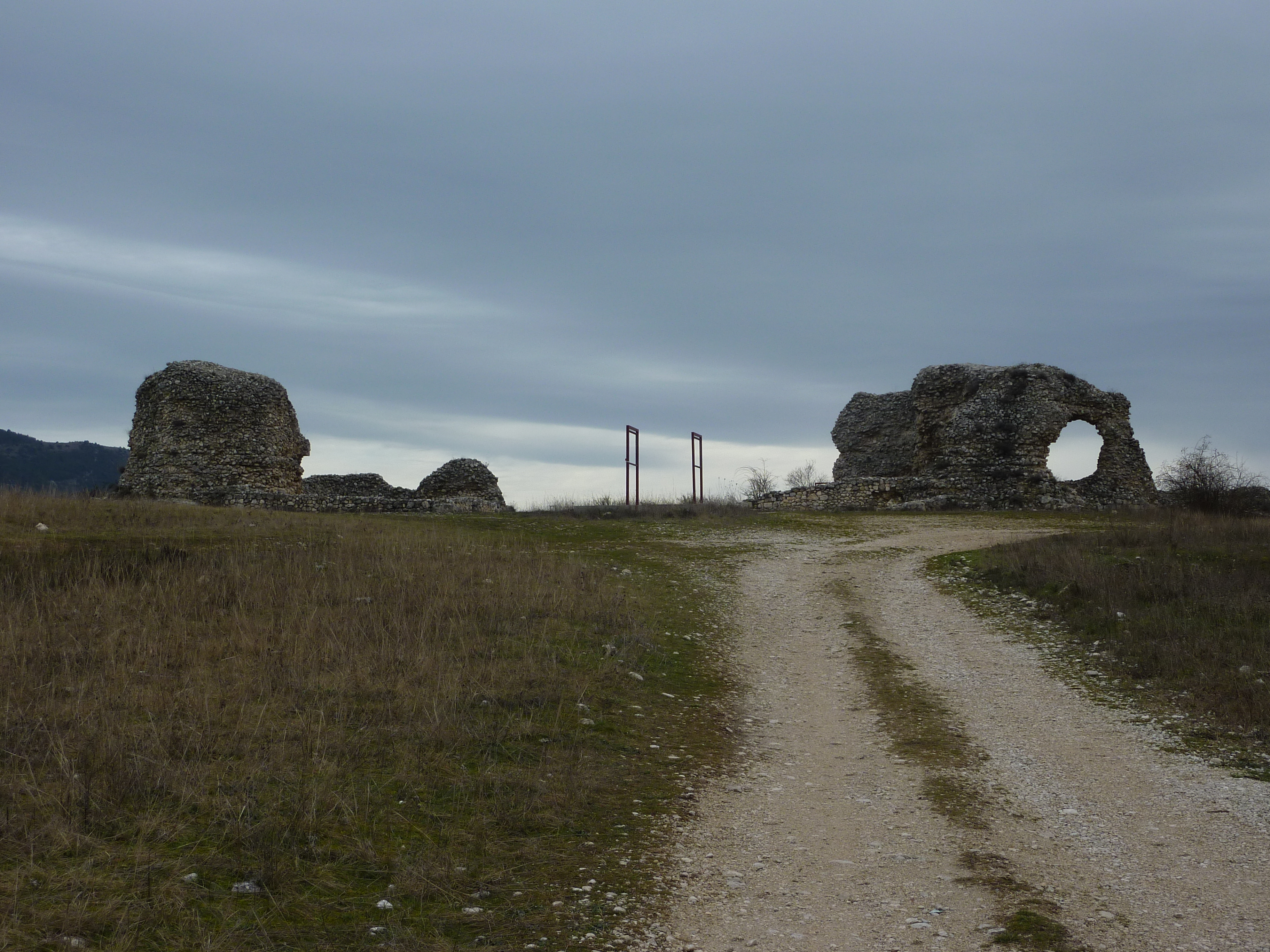
Peltuinum

Нова Клавдієва дорога (лат. Via Claudia Nova) — римська дорога, збудована в 47 році імператором Клавдієм, яка зв'язала Цецилієву дорогу з Тибуртинською дорогою.
Інформація про маршрут дороги є суперечлива. Згідно з одними даними, дорога починалась біля Амітернума, в той час як інші джерела  свідчать, що вона починалась біля Civitatomassa (зараз частина Скоппіто). Закінчувалась дорога біля Пополі, біля злиття річок Тіріно та Атерно-Пескара, з'єднуючись з Тибуртинською дорогою.
Серед міст, через які проходила дорога, були Peltuinum (його залишки й зараз можна бачити поблизу Прата-д'Ансідонія) та Ocriticum (його залишки й зараз можна бачити поблизу Кансано, де збереглись рештки храму Юпітера ).